# Hao Hao en Xing Hui

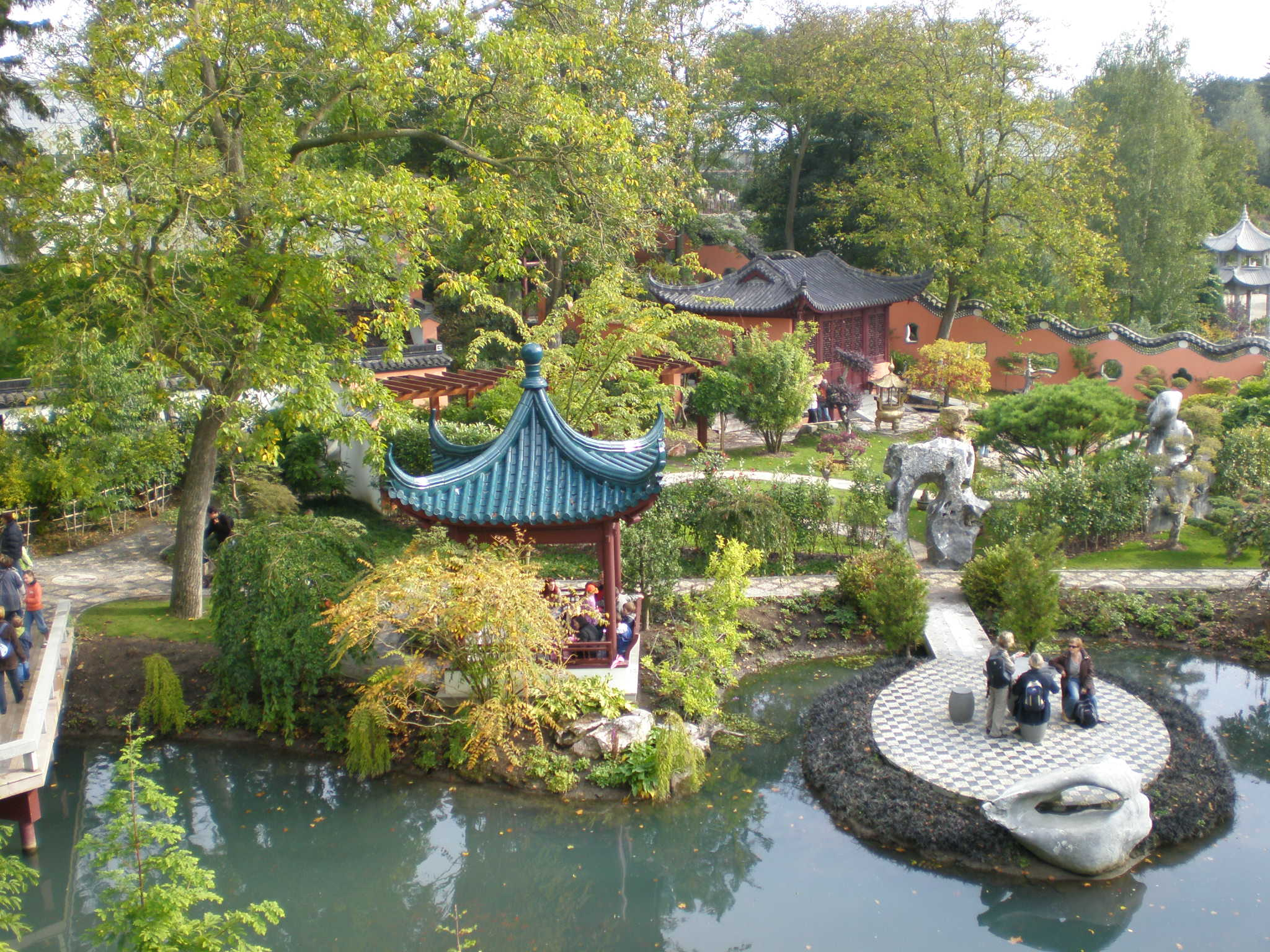
De Chinese Tuinen, het verblijf van Hao Hao en Xing Hui in Pairi Daiza

Hao Hao en Xing Hui (spreek uit: [CHao CHao en Ssjing CHweï]) zijn twee Chinese reuzenpanda's in het Belgische natuurpark Pairi Daiza. Ze komen uit Dujiangyan (China)  en zijn door de Chinese overheid voor een periode van 15 jaar 'uitgeleend' aan België, waar ze sinds 23 februari 2014 verblijven. Tijdens de vlucht van Chengdu naar Zaventem met een speciaal geschilderde Boeing 767 van DHL werden ze begeleid door twee dierenverzorgers en een dierenarts en hadden ze een voedselvoorraad van 100 kilogram bamboe. Bij de tussenstop in Bahrein kregen ze een pandacake, gemaakt met granen, wortelen, suiker en soja. De toenmalige Belgische premier, Elio Di Rupo, verwelkomde de dieren samen met de Chinese ambassadeur op de luchthaven van Zaventem. 
Na hun aankomst in België op 23 februari bleven ze drie weken in quarantaine. Hun verblijf werd op 30 maart 2014 ingehuldigd door de Chinese president Xi Jinping, zijn echtgenote Peng Liyuan, koning Filip en koningin Mathilde. Ze werden op 3 april 2014 voor het eerst aan het publiek voorgesteld.
In februari 2016 werd Hao Hao kunstmatig geïnsemineerd met sperma van Xing Hui. Dat bleek succesvol: in de nacht van 1 op 2 juni 2016 kreeg het koppel reuzenpanda's een mannelijk jong met geboortegewicht van 171 gram. Reuzenpanda's worden pas na 100 dagen levensvatbaar geacht, en een pasgeboren jong een naam geven wordt als een slecht voorteken beschouwd. In de eerste dagen van september 2016 kent de Chinese toezichthouder evenwel een naam aan het jong toe. De Belgische parkbezoekers kregen hierbij inspraak door hen toe te laten een top drie op te stellen waaruit vervolgens een van deze drie namen gekozen werd. De mogelijke namen zijn: Tian Bao (Schat van de Hemel), Xing Hao (Goede ster), Ou Xing (Ster van Europa), Hua Li (China en België) of An Tuan (Verenigde Vrede). Er werd uiteindelijk gekozen voor Tian Bao.
In april 2019 werd Hao Hao opnieuw met succes geïnsemineerd. Op 8 augustus 2019 werd een tweeling geboren, van elk geslacht eentje. Ze kregen de naam Bao Di en Bao Mei, wat respectievelijk kleine broer en kleine zus van Tian Bao betekent.

## Dieren
Hao Hao is een vrouwelijke reuzenpanda, geboren op 7 juli 2009, onder Chinese fans bekend om haar "schoonheid en vrolijke karakter". Hao Hao werd in 2013 verkozen tot "favoriete panda van China"
Xing Hui is een mannelijke reuzenpanda. Zijn naam betekent "glinsterende ster"; hij werd, samen met zijn tweelingbroer Xinrui op 22 juli 2009 geboren tijdens een zonsverduistering.
De twee dieren kunnen uit elkaar gehouden worden door de oren te vergelijken: de oren van Xing Hui zijn beduidend kleiner dan die van Hao Hao. Ook de zwarte vlekken rond de ogen zijn verschillend: die van Xing Hui zijn groter, die van Hao Hao langwerpiger.

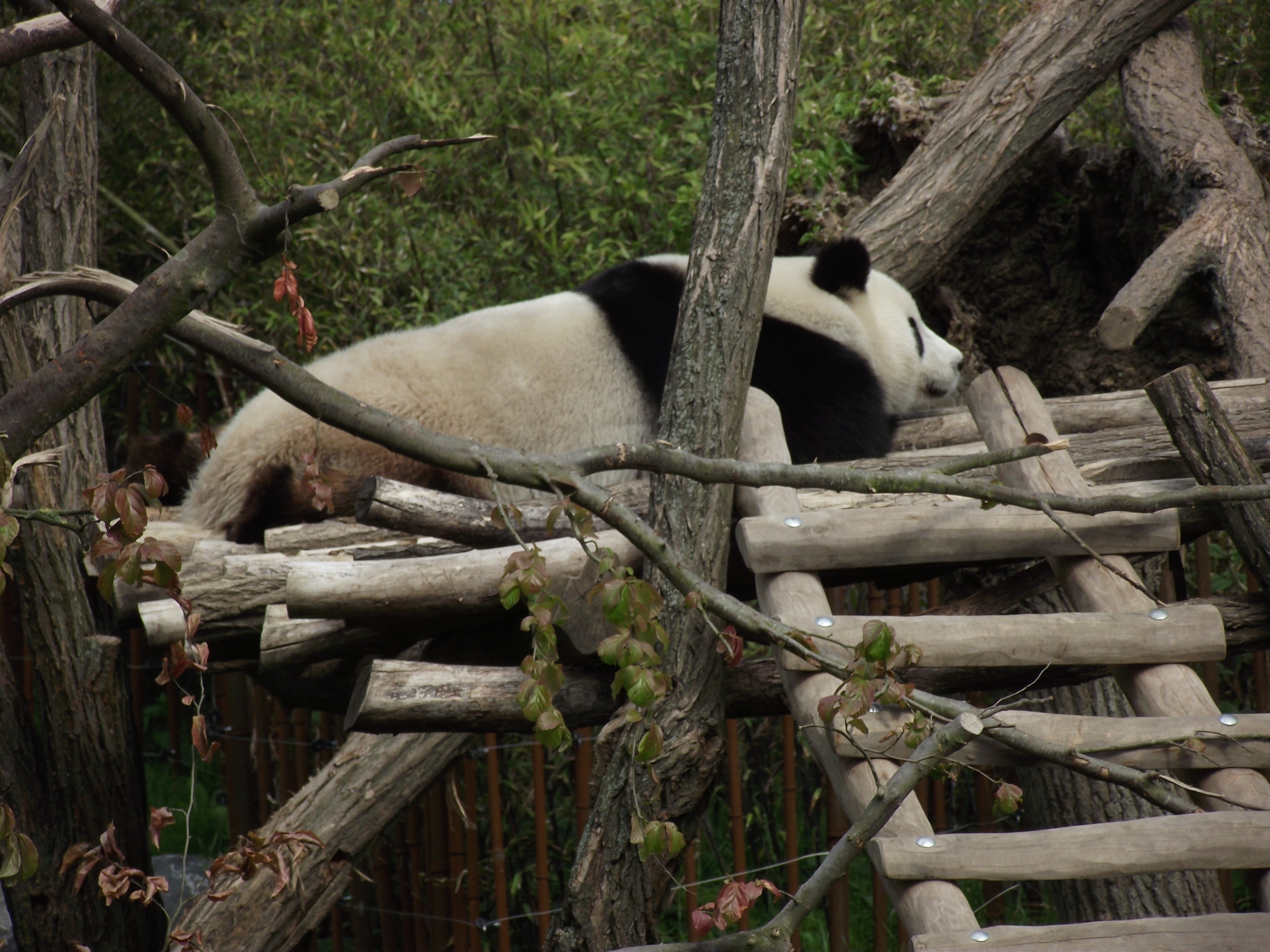
Hao Hao
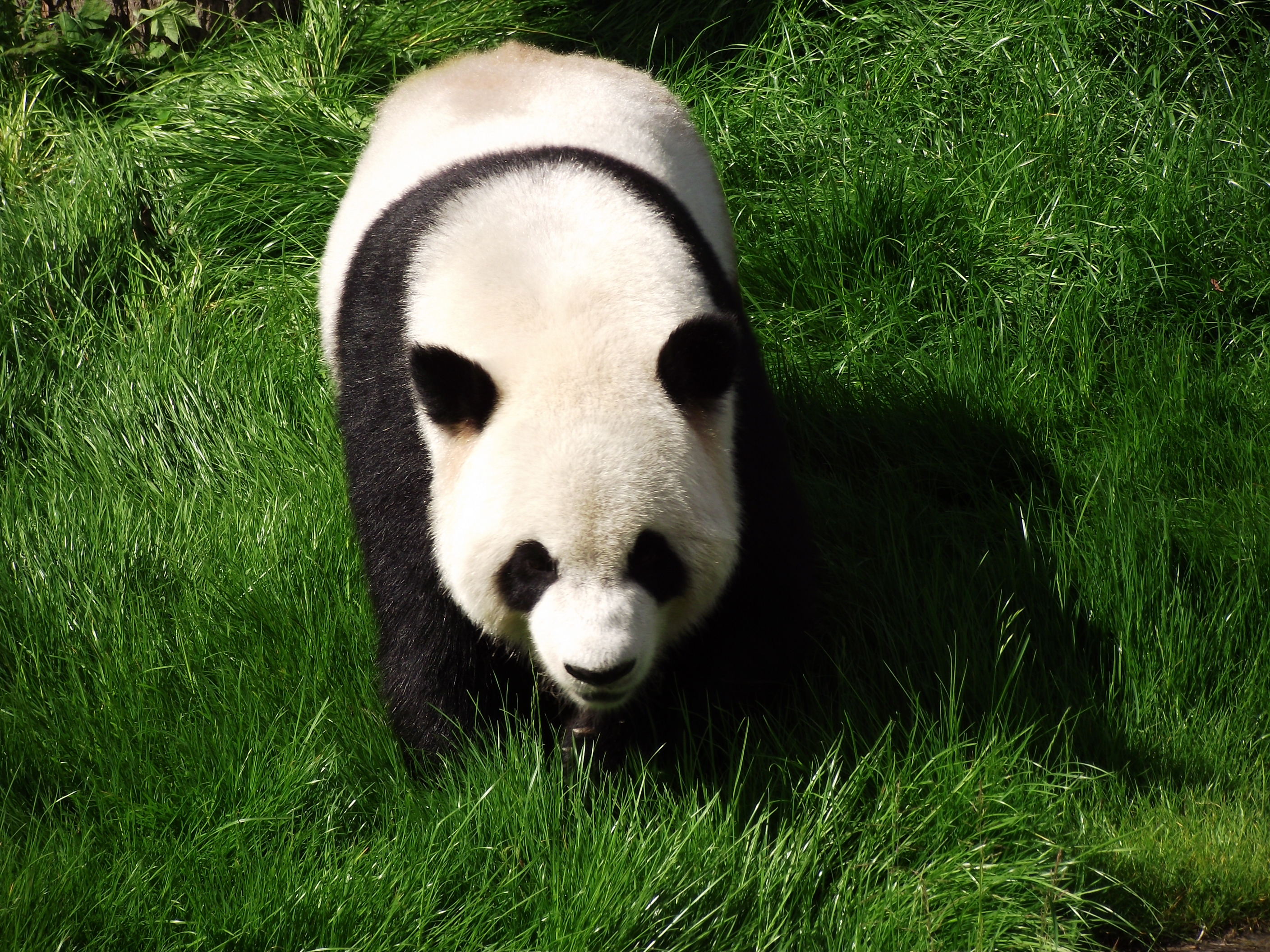
Xing Hui
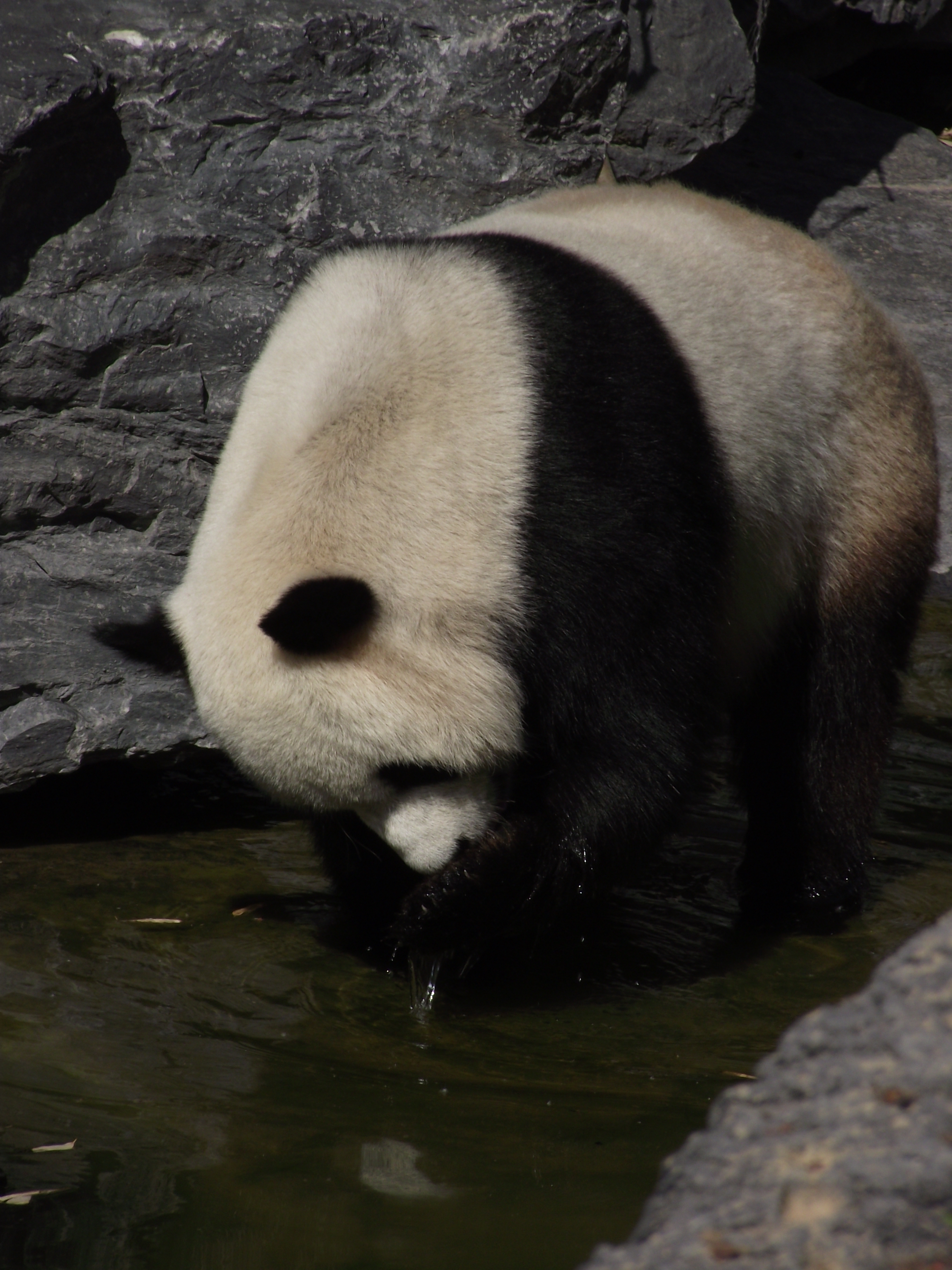
Xing Hui